# Zdeněk Bakala
Zdeněk Bakala (* 7. února 1961 Opava) je český a americký podnikatel a investor. Věnoval se řadě obchodních činností, od těžebního průmyslu přes bytové hospodářství a média po energetiku. V současné době je aktivním mezinárodním investorem, a to zejména na trhu s nemovitostmi. Od roku 2008 vlastní většinový podíl firmy Economia, která vydává například deník Hospodářské noviny, týdeník Ekonom a spravuje portály HN.cz, Aktuálně.cz, Centrum.cz a Atlas.cz. Podle časopisu Forbes je k roku 2022 na 20.–21. místě v žebříčku nejbohatších Čechů, s majetkem 18 miliard korun. Zdeněk Bakala figuroval v řadě kauz.

## Studium
Narodil se v Opavě do úřednické rodiny Otokara Bakaly a jeho manželky Zdeňky, která pracovala jako laborantka krajské hygienické stanice. Má sestru Radku. Bratrem jeho otce Otokara byl historik a archivář Jaroslav Bakala.
S rodinou žil v Brně. Absolvoval základní školu, ale nebyl přijat na gymnázium, takže se vyučil dámským krejčím a poté rok pracoval v oboru v oděvním družstvu Vkus Brno. V srpnu 1980 odjel s Cestovní kanceláří mládeže na dvoutýdenní zájezd do Jugoslávie, ze kterého ale emigroval do Rakouska a v listopadu 1980, po obdržení víza, dále do USA. Tam začal pracovat jako údržbář v kuchyni kasina Harrah's v nevadském Stateline u jezera Tahoe.
Studoval na University of California, Berkeley a později na Dartmouth College. Pracoval pro firmu Credit Suisse First Boston v New Yorku, Londýně a nakonec v Praze.

## Podnikání
Bakala zahájil kariéru v roce 1989 v investiční bance Drexel Burnham Lambert v New Yorku, odkud v roce 1990 přešel do Credit Suisse First Boston. Do Česka se vrátil roku 1991. V roce 1994 založil investiční společnost Patria Finance, stal se jedním z osmnácti členů burzovní komory BCPP a předsedou výboru pro přípravu opčních a termínových kontraktů. V roce 2004 byl jedním ze zakladatelů skupiny Bakala Crossroads – BXR (dříve RPG).[zdroj?]
V dubnu 2003 se Bakala stal předsedou představenstva společnosti Charles Capital, kterou vlastnila společnost Charles Investment Partners registrovaná na Kajmanských ostrovech. Dne 31. května 2004 uzavřela společnost Charles Capital smlouvu na koupi akcií skupiny Karbon Invest, ovládající mimo jiné Ostravsko-karvinské doly (OKD) a Českomoravské doly. Získal s ní také 45 000 bytů, které následně kontroverzně vyvedl do společnosti RPG Byty.
V létě 2006 získal Bakala podíl v prodělečném týdeníku Respekt`; v červnu 2007 ho doplněním kapitálu zvýšil na 55 % a v září 2012 odkoupil zbytek. V srpnu 2008 koupil 88,3 % firmy Economia, vydávající deník Hospodářské noviny a několik desítek odborných časopisů; zbytek dokoupil dva roky nato. V roce 2013 koupil internetovou společnost Centrum Holdings. Následně společnosti Centrum Holdings a Respekt Publishing začlenil do Economie k 1. červenci 2014. Respekt se osamostatnil v listopadu 2023.
V létě 2011 se Bakala stal 70% vlastníkem a hlavním věřitelem nového vývojáře počítačových her Warhorse Studios, které založili veteráni herního průmyslu Daniel Vávra a Martin Klíma. Po vydání úspěšné hry Kingdom Come: Deliverance (únor 2018) studio výhodně prodali v únoru 2019.
V březnu roku 2011 byl v žebříčku časopisu Forbes označen za 595. nejbohatšího člověka planety. V roce 2012 Bakala s manželkou Michaelou založili společnost BM Management, s. r. o. (BMM) ke správě privátních aktiv manželů Bakalových na území ČR (Luxury Brand Management, Economia, dříve také Forum Karlín, prodané v červenci 2018, a North-Line). V létě 2014 definitivně opustil BXR Group a řadu svých aktiv převedl do BMM, čímž rozšířil její portfolio o firmy jako Advanced World Transport (původně železniční dopravce OKD; v roce 2015 ji prodal polskému konkurentovi PKP Cargo) nebo Asental. Zbylá aktiva jako NWR nebo RPG Byty zůstala ve společném podniku s bývalými partnery BXR.
Od roku 2010 vlastní Bakala belgickou profesionální cyklistickou stáj Soudal–Quick-Step.

## Osobní život
V USA se oženil, s manželkou Margueritou Bakala má syna. Rozvedli se v roce 1997.
Roku 2010 se v zahraničí oženil s bývalou československou miss Michaelou Maláčovou, s níž již nějakou dobu žil a má s ní dva syny a dvě dcery. Po svatbě přijala jeho manželka jméno Michaela Bakala; je členkou správní rady Knihovny Václava Havla.
Na Šumavě v obci Modrava si dal vybudovat luxusní rezidenci.

## Kontroverze

### Privatizace v 90. letech
Jméno Zdeňka Bakaly se často objevuje v knize Jaroslava Kmenty Kmotr Mrázek v souvislosti s privatizacemi finančních institucí v 90. letech. Podle Kmenty je z odposlechů patrné, že měl Zdeněk Bakala blízko ke špičkám českého businessu i politiky a využíval těchto známostí k prosazování svých obchodních záměrů, a to často i neetickým způsobem. Patrné to podle Kmenty bylo například v souvislosti s bojem o podíl ve stavebním podniku IPS, kdy majoritní podíl byl předmětem privatizace. Bakala v té době aktivně prosazoval prodej majoritního podílu finsko-švédskému stavebnímu koncernu Skanska. Na druhé straně stál Luděk Sekyra, jemuž s privatizací pomáhal František Mrázek. Podle policejních odposlechů obě strany využívaly svého vlivu jak na média, tak na politiky. Z odposlechů je také patrné, že František Mrázek vnímal Bakalu jako hlavního konkurenta v prosazování svých podnikatelských aktivit. Podle Mrázka pocházel Bakalův vliv v politických a bankovních kruzích zejména z toho, že byl od roku 1999 ministrem financí Pavel Mertlík, který měl být podle Mrázka Bakalovým důvěrníkem. Ve sporu o IPS měl mít Luděk Sekyra údajně na své straně politiky bez výkonné moci, zejména poslance za ODS. Bakala měl na své straně například ministra financí Mertlíka a guvernéra České národní banky Josefa Tošovského. Právě i z toho důvodu bylo lobování na straně Bakaly účinnější. Z odposlechů je také patrné, že byl Zdeněk Bakala v aktivním kontaktu s lidmi kolem Mrázka. Bakala měl zájmové skupině Františka Mrázka a Luďka Sekyry nabídnout úplatek 100 milionů korun za to, že odstoupí od zájmu koupit podíl v IPS. Z boje nakonec vyšla vítězně Skanska. Druhým příkladem vlivného působení Zdeňka Bakaly na vrcholné manažery a politiky je pak podle Jaroslava Kmenty kauza okolo Investiční a poštovní banky.

### Dům na Šumavě
Někteří ochránci přírody se nelibě vyjádřili na adresu Zdeňka Bakaly v souvislosti s výstavbou jeho rodinné vily na šumavské Modravě. Ta se nachází uprostřed Národního parku Šumava. Jeho rezidence podle odhadů vyšla na 180 milionů korun a je situována v centrální části parku. Problém podle ochránců přírody je zejména v tom, že kvůli výstavbě obrovského sídla byl z parku odvezen nezanedbatelný objem zeminy, kterou v rámci výstavby nahradil beton. Navíc zde bylo během výstavby přítomno velké množství stavební techniky, což podle ochránců přírody nebylo pro přírodu v národním parku přívětivé.

### Financování politických stran
V červnu 2010 Zdeněk Bakala oznámil, že během předvolební kampaně věnoval 28,5 milionu korun třem politickým stranám. Občanská demokratická strana dostala 15 milionů korun, TOP 09 7,5 milionu korun a Věci veřejné 6 milionů. Protože právě tyto tři strany pak utvořily koalici pod vedením Petra Nečase, publicisté z Deníku Referendum označovali tuto vládu názvem „Bakalova koalice“.

### Soud s Lubomírem Zaorálkem
Zdeněk Bakala se dostal v minulosti do sporu s bývalým ministrem kultury a zahraničí Lubomírem Zaorálkem. Zaorálek, který tehdy působil jakožto místopředseda Poslanecké sněmovny, nařknul Bakalu v rámci tiskové konference konané v říjnu 2008 z toho, že v rámci sporu s původními nájemníky o byty OKD působí nesolidně a nazval ho gaunerem. Bakala ho za to neúspěšně žaloval a požadoval 300 tisíc Kč a omluvu dopisem i v tisku.

## Kauza OKD
V souvislosti s privatizací OKD a podezřelými bankovními operacemi, které mohly poškodit OKD o miliardy korun, Bakalu jako někdejšího hlavního akcionáře vyšetřovala česká policie a švýcarské finanční zpravodajství. V srpnu 2007 měly OKD odeslat své mateřské nizozemské společnosti NWR NV, za níž Bakala stál, celkem 7,6 miliardy Kč. Speciální policejní tým, který se případem zabýval, Bakalu podezříval ze spáchání několika trestných činů: porušení povinnosti při správě cizího majetku, zneužití informací a postavení v obchodním styku a způsobení úpadku. V březnu 2021 však kriminalisté po téměř pěti letech vyšetřování případ odložili, protože se nepotvrdilo podezření z trestného činu.
Společnost Karbon Invest se v roce 2004 při koupi OKD v privatizační smlouvě s FNM zavázala bývalé hornické byty, které patřily OKD, při prodeji přednostně nabídnout dosavadním nájemníkům za netržní cenu. Bakalou ovládaná kyperská společnost RPG Industries, která následně Karbon Invest koupila, v roce 2015 ale byty prostřednictvím společnosti RPG Byty prodala americké společnosti Round Hill Capital, která byty vlastnila prostřednictvím své lucemburské firmy Fondy Bydleni 2 S.à r.l. Podle kritiků tímto prodejem Bakala porušil privatizační smlouvu a poškodil tak 103 000 nájemníků bydlících ve 44 tisících bytech. Nespokojení obyvatelé bytů opakovaně poukazovali na to, že se Bakala zavázal pět let nepřevést byty na žádnou třetí osobu a v médiích rovněž slíbil, že je za sníženou cenu nabídne k odkoupení nájemníkům. K prodeji bytů nájemníkům však dosud nedošlo. V roce 2021 odvolací Krajský soud v Ostravě pravomocně rozhodl, že Bakala privatizační smlouvu neporušil, jelikož předkupní právo se podle ní vztahovalo pouze na prodej jednotlivých bytových jednotek, nikoli k prodeji celého bytového fondu. Soud zároveň uvedl, že Bakalovo vyjádření o přípravách prodeje bytů nájemcům nemělo povahu veřejného příslibu. V lednu 2020 koupila firmu Residomo spolu s celým bytovým fondem švédská společnost Heimstaden.
Soudy prověřovaly také samotný prodej menšinového státního podílu v OKD společnosti Karbon Invest. Žalobě čelil znalec Rudolf Doucha, který vypracoval posudek k ceně státního podílu v OKD, a bývalí místopředsedové Fondu národního majetku Pavel Kuta a Jan Škurek. Obžaloba tvrdila, že Doucha zkreslil posudek, kterým výrazně ovlivnil ocenění OKD směrem dolů. Kuta se Škurkem byli podezření z porušení povinnosti při správě cizího majetku. Po několika letech soudních procesů kauzu v roce 2021 definitivně uzavřel Nejvyšší soud, když odmítl dovolání nejvyššího státního zástupce a potvrdil verdikt soudu nižší instance, který všechny tři již v roce 2019 zprostil obžaloby.

## Dobročinnost
V červenci 2007 vznikla Nadace Zdeňka Bakaly, od října 2014 přejmenovaná na Bakala Foundation. Její nejvýznamnější aktivitou se stal program Scholarship, založený v roce 2010, s cílem finančně podporovat talentované české studenty odhodlané studovat na prestižních zahraničních univerzitách. Studenti, kteří projdou dvoukolovým výběrovým řízením, mohou s pomocí nadace počítat po celou dobu studia. Od svého vzniku až do roku 2021 podpořil program Scholarship částkou převyšující 146 milionů korun celkem 171 studentů napříč různými obory vzdělávání, dalších 12 získalo stipendia pro školní rok 2021-2022. Mezi studenty program rozděluje ročně zhruba 10 milionů korun. Zdeněk Bakala s tvrzením, že za své úspěchy vděčí právě špičkovému zahraničnímu vzdělání, staví program Scholarship do popředí svých dobročinných aktivit. V rámci své nadace však pomáhá i v jiných oblastech. Roku 2009 šly například 4 miliony Kč pro Farní sbor Českobratrské církve evangelické v Praze 1 na rekonstrukci varhan či 2,745 milionu Kč pro SPŠ a SZŠ svaté Anežky České na rekonstrukci školy. V roce 2021 se nadace stala jedním z partnerů organizace Česko.Digital, které darovala 4 miliony Kč.
Zdeněk Bakala patří také mezi členy Rady poradců vzdělávací instituce Tuck School of Business na Dartmouth College. 
Zdeněk Bakala podporuje Knihovnu Václava Havla jako středisko dokumentace a studia moderních dějin České republiky, s důrazem na propagaci myšlenek a díla bývalého českého prezidenta Václava Havla. Manželka Zdeňka Bakaly Michaela je členkou správní rady Knihovny. 
Do roku 2015 finančně podporoval Centrum současného umění DOX.
Inicioval vznik středoevropské a východoevropské pobočky neziskové organizace Aspen Institute. 
Na podporu a rozvoj neziskových projektů rodina ročně poskytuje cca 80 milionů Kč.[zdroj?] 
Společnost NWR, v níž byl Bakala členem představenstva, sponzorovala plastiku Davida Černého Entropa.
V roce 2011 finančně podpořil rockový festival v Trutnově.
Dne 22. listopadu 2012 daroval Karlu Schwarzenbergovi 500 tisíc korun na jeho prezidentskou kampaň. V roce 2013 pak doplatil dva miliony Kč.
V roce 2020 daroval nově vznikajícímu maďarskému portálu Telex.hu 200 000 eur (cca 5,5 milionu korun), aniž by ve vydavatelství získal podíl.